# 戶次川之戰
戶次川之戰（へつぎがわのたたかい），在天正14年12月12日（1587年1月20日）發生，是島津家久率領的島津軍與長宗我部元親・長宗我部信親父子、仙石秀久、大友義統和十河存保率領的豐臣軍的一場戰事。

## 簡介
首先，代理秀吉出陣的仙石秀久帶領因為心急領功而率領缺乏團結力的豐臣軍強行渡河攻擊島津軍，在天正14年12月12日(1587年1月20日)早晨，兩軍在戶次川對峙，第一陣的仙石秀久一開始就先告潰敗，而第二陣的長宗我部信親勢遭到伏兵包圍而壞滅。長宗我部信親、十河存保戰死，而長宗我部元親的第三陣見到情況不妙後撤退，而仙石秀久因為這次戰敗而被豐臣秀吉流放到高野山。